# CS Mackay-Bennett
El CS (Cable Ship) Mackay-Bennett fue un barco británico encargado de reparar los cables submarinos, perteneciente a la Commercial Cable Company. Tuvo una larga trayectoria en la reparación de cables en el Atlántico Norte. Aunque con base en Halifax (Nueva Escocia, Canadá), era utilizado con frecuencia para las operaciones en la zona europea. Su puerto de amarre era entonces Plymouth en Inglaterra. Es conocido por haber sido contratado en 1912 para recuperar los cuerpos de las víctimas del Titanic.

## Historia
El Mackay-Bennett fue construido en Glasgow (Escocia) en 1884 para la Commercial Cable Company, y fue bautizado con los apellidos de los dos fundadores de la empresa: John W. MacKay y William G. Bennett, Jr. El barco hizo sus pruebas el 21 de octubre de 1884; durante las seis horas de pruebas alcanzó los 12,4 nudos. Fue puesto en servicio poco después y se utilizó para la instalación y la reparación de cables submarinos durante numerosos años.
En abril de 1912, la White Star Line contrató sus servicios para recuperar los cuerpos de las víctimas del naufragio del Titanic, pagando 550 dólares por día. El barco, bajo el mando del capitán Frederick Harold Larnder, partió con un equipo de embalsamadores a bordo (dirigido por John R. Snow Jr.), y con importantes reservas de hielo, mortajas y féretros. 
El Mackay-Bennett comenzó las búsquedas el 17 de abril de 1912, y en 13 días recuperó 306 cadáveres, incluyendo el del multimillonario John Jacob Astor y el de Wallace Hartley, director de la orquesta del Titanic. Más adelante, el barco fue ayudado en sus búsquedas por el Minia, el Montmagny y el Algerine. 
De los 306 cuerpos recuperados por el Mackay-Bennett, 116 de ellos, principalmente de tercera clase, fueron devueltos al mar a causa de su estado de descomposición avanzado. En la mañana del 30 de abril de 1912, el Mackay-Bennett llegó al puerto de Halifax con 190 cuerpos a bordo, la mayoría de ellos eran de segunda y primera clase.

Tras finalizar la búsqueda de los cuerpos, el buque siguió después con sus funciones de cablero. El autor canadiense Thomas Head Raddall sirvió un tiempo como operador de radio a bordo del Mackay-Bennett, y algunas de sus novelas están basadas en su experiencia a bordo.
El Mackay-Bennett fue retirado del servicio en 1922, y tras ser parcialmente desarmado se usó como almacén flotante en el puerto de Plymouth (Inglaterra). En la Segunda Guerra Mundial fue bombardeado y hundido por los alemanes durante el Blitz. Más tarde fue reflotado, y su casco fue finalmente desguazado en Gante (Bélgica) en 1965.